# Système de gestion d'entrepôts
 (février 2025).
Si vous disposez d'ouvrages ou d'articles de référence ou si vous connaissez des sites web de qualité traitant du thème abordé ici, merci de compléter l'article en donnant les références utiles à sa vérifiabilité et en les liant à la section « Notes et références ».

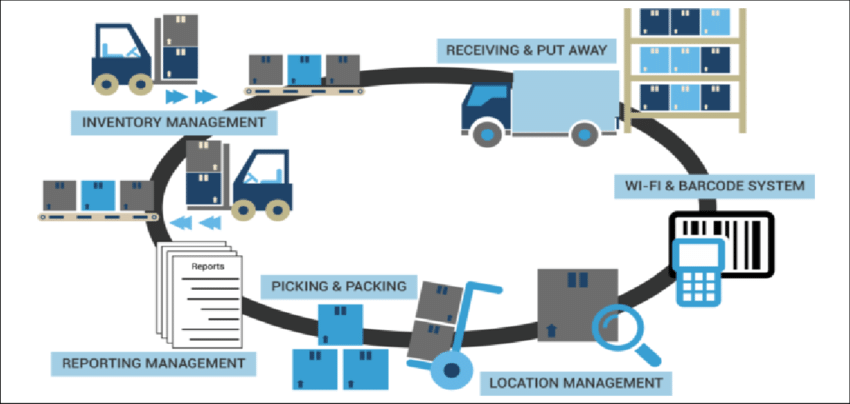
Un système de gestion d’entrepôt peut inclure une variété de fonctionnalités pour soutenir le fonctionnement efficace de l’entrepôt.

Un système de gestion d'entrepôts, ou warehouse management system (WMS), désigne une catégorie de progiciel destiné à gérer les opérations d'un entrepôt de stockage en numérisant les tâches telles que la réception de marchandises provenant de fournisseurs externes, l'organisation des emplacements dans l'entrepôt, l'entreposage des articles réceptionnés, les inventaires, la préparation des commandes, le colisage (c'est-à-dire la gestion du ou des colis liés à une commande préparée) et l'expédition proprement dite des commandes.

## Périmètres
Le périmètre d'un système de gestion d'entrepôts est limité et ne couvre pas toute la gestion de la chaîne logistique. En général, l'outil s'arrête à l'entrepôt.
Parmi les fonctionnalités typiques d'un tel progiciel, se trouvent : la réception, l'entreposage (mise en stock avec optimisation des emplacements), la préparation, la gestion de stock, l'expédition, l'inventaire, la gestion des volumes.
En fonction du métier concerné, un système WMS peut étendre ses compétences au-delà des tâches usuelles en assurant par exemple la gestion des articles retournés par les clients (enregistrement du retour et suivi des actions qui en découlent comme l'évaluation de l'état de l'article retourné et décision si ce dernier rejoint le stock pour répondre à une commande future ou si l'article doit être par exemple détruit pour des raisons légales ou autres), la gestion des articles périmés ou encore l'échange d'information numérique avec des systèmes externes, l'organisation du chargement des commandes sur le véhicule du transporteur en charge des livraisons (dernière commande chargée = commande du premier client visité), l'organisation des tournées (livraison périodique de clients regroupés dans une zone géographique), etc.
La gestion d'entrepôt a évolué au fil des années en développant de nouvelles méthodes de gestion de l'entrepôt afin de répondre plus efficacement aux attentes de l'économie. Certains WMS ont intégré à leur fonctionnement ces nouvelles pratiques telles que le cross-docking, l'allotissement, le co-packing, l'inventaire tournant, le kitting, le slotting et la traçabilité.
Un système WMS se compose de plusieurs dispositifs, des appareils mobiles pour les collaborateurs qui manipulent les articles dans l'entrepôt (Terminaux mobiles wifi, tablettes wifi, casques vocaux, etc), un serveur local ou en cloud accueillant une base de données qui enregistre l'ensemble des données de l'entrepôt, des applications informatiques permettant d'assurer l'administration de l'installation (par exemple pour l'ajout ou la modification de nouveaux articles à gérer, la gestion du profil des utilisateurs reconnus par le système, etc.).

## Déploiement en entreprise d'un système WMS
Un système WMS fonctionne rarement de manière autonome.
Il récupère les données nécessaires à son fonctionnement (par exemple les commandes passées auprès des fournisseurs, le détails des commandes à préparer, la liste des clients) auprès de systèmes externes tels qu'un logiciel de gestion intégré (ERP) ou encore un logiciel de e-commerce et remonte des  données auprès de ces logiciels externes en fonction de l'état de réalisation des opérations (il est par exemple possible qu'une commande client ne puisse pas être complètement honorée à cause d'un problème d'approvisionnement; il y aura donc livraison d'une commande partielle et donc le client devra recevoir une facture corrigée en conséquence).
L’interfaçage d'un système WMS avec les dispositifs externes peut être mis en œuvre d'une manière traditionnelle (échange de fichiers de manière manuelle ou automatisée) ou via une intégration technique à l'aide notamment :
- des outils d'interface permettant d'échanger des données avec un progiciel de gestion intégré (ERP) ;
- des requêtes SQL permettant de communiquer directement avec la base de données sur laquelle repose le logiciel tiers
- de web service dans le cas de connexion avec une plateforme cloud
- ou encore par l'usage de plateformes d'échange de données électronique de type EDI

## Méthode de préparation de commande diverses
En fonction du domaine d'activité et du type de produits manipulés, un système WMS peut proposer différentes méthodes de préparation de commande: 
- le préparation d'une commande (le picking)
- la préparation multiple (le multi-picking consistant en la préparation simultanée de plusieurs commandes afin de diminuer le temps de préparation et les distances parcourues par le préparateur)
- le "pick and pack"
- le "pick and sort"
- le "pick to belt"
- le "pick to light"
- la préparation vocale ou voice picking
- et bien d'autres encore